# Bussche (Adelsgeschlecht, Oldendorf)

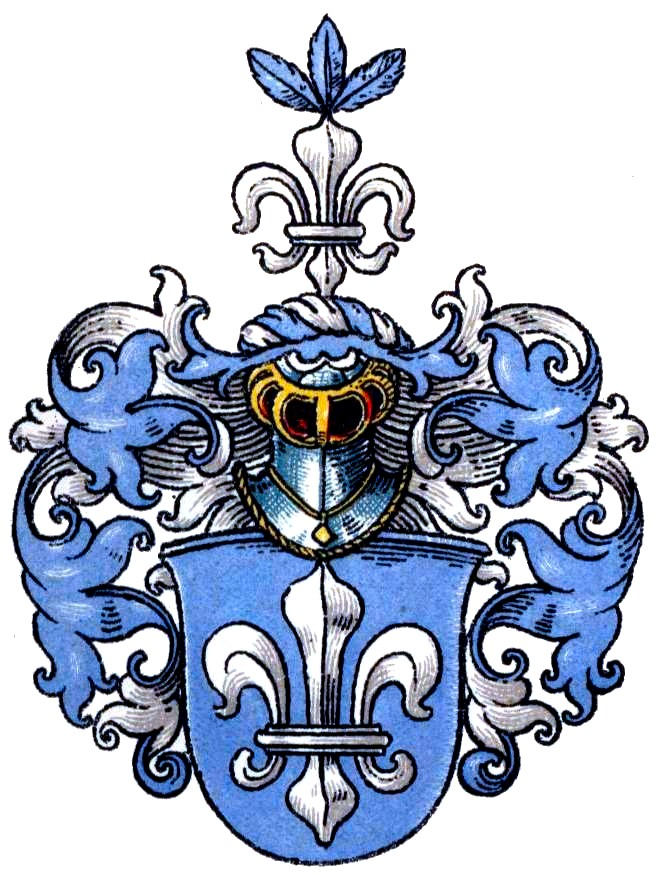
Wappen derer von dem Bussche zu Hess. Oldendorf

Die Herren von dem Bussche (auch: Busche, von Büschen, von Büsken o. ä.) waren ein ostwestfälisch-niedersächsisches Adelsgeschlecht.
Das Geschlecht ist von den namensgleichen, in derselben Region ansässigen, aber wappenverschiedenen Herren von dem Bussche im Osnabrückschen und Herren von dem Bussche zu Gesmold zu unterscheiden.

## Geschichte
Das hier behandelte Geschlecht war im Mindenschen und Schaumburgischen ansässig. In der Grafschaft Schaumburg besaß die Familie seit dem 14. Jahrhundert das Gut Hessisch Oldendorf. Außerdem hatte das Geschlecht Rittergut Remeringhausen im Besitz.
Der Letzte im Mannesstamm war Nikolaus von dem Bussche (Claus Büschen) († 1565), verheiratet mit Mette von Holle (1519–1570). Die Eheleute hatten zwei Töchter. Hedwig von dem Bussche (von Büschen) (1537–1599) heiratete 1558 Liborius von Münchhausen (1515–1583). Die anderer Tochter heiratete Franz von Cramm. Im Jahr 1559 teilte Nikolaus von dem Bussche seinen Besitz mit Genehmigung der Lehnsherren auf seine Schwiegersöhne auf und überschrieb ihnen seine Güter. Die Eheleute Münchhausen-Bussche erhielten Hess. Oldendorf und Remeringhausen, die Eheleute Cramm-Bussche Schönhagen, einen Meierhof zu Escherde, den Zehnten, einen Meierhof und vier Kotten zu Rummecke inkl. allen zugehörigen Gütern und Gerechtigkeiten, ferner einen Sattelhof zu Lindhorst, den Zehnten zu Köbbensen und den niederen Hof in Hemeringen inkl. einer Hufe Land und den dazugehörigen Gerechtigkeiten. Die Umstände dieser Übergabe hat der Dichter Börries von Münchhausen 1898 in der Ballade Der Letzte des Geschlechts verarbeitet.

## Wappen
Blasonierung: In Blau eine silberne Lilie. Auf dem blau-silbern bewulsteten Helm die Lilie, oben mit drei blauen Federn besteckt. Die Helmdecken sind blau-silbern.

## Namensträger
- Hermann von dem Busche (1468–1534), deutscher Humanist